# 邑美郡

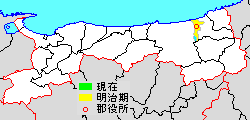

邑美郡是過去屬於因幡國的郡。已於1896年3月29日與岩井郡、法美郡合併為岩美郡。當時的轄區現已全部被併入鳥取市。

## 歷史
根據『和名抄』，邑美郡過去下轄美和、古市、品治、鳥取、邑美等5鄉。

### 年表
- 1889年10月1日：實施町村制，鳥取市從邑美郡分出，此時邑美郡下轄：中之鄉村、富桑村、美保村、倉田村、大路村、三戶古村。（6村）
- 1896年3月29日：與岩井郡、法美郡合併為岩美郡。